# Norrtåg

Streckennetz im Jahr 2012

Norrtåg ist ein öffentliches Unternehmen, welches sich im Eigentum der Provinzen Norrbotten, Västerbotten, Västernorrland und Jämtland in Schweden befindet. Norrtåg besitzt Reisezüge und stellt mit diesen einen Teil des Personennahverkehrs in Nordschweden. Norrtåg kontrolliert den Fahrkartenverkauf und beauftragt einen Betreiber, der sich um den eigentlichen Zugbetrieb kümmert (z. B. um Personal und Genehmigungen). Die Züge verkehren unter dem Markennamen Norrtåg.
Norrtåg nahm 2010 den Betrieb auf der neu eröffneten Botniabana auf und übernahm 2011 die bis dahin unter der Marke Mittnabotåget geführten Dienste. Die Züge wurden vorerst von Botniatåg (einem Joint Venture aus SJ AB und DB Regio) betrieben, bis Tågkompaniet (heute Vy Tåg) am 20. August 2016 als Betreiber übernahm.

## Dienstleistungen
Die folgenden Strecken werden von Norrtåg befahren:
| Malmbanan                     | Malmbanan | Malmbanan | Malmbanan |
| Strecke                       | Züge pro Tag | Mit Halt in | Zugtyp    |
| ----------------------------- | --- | --- | --------- |
| Luleå C–Kiruna Malmbangård    | werktags 3, Sa./So. 2 | Notviken, Sunderbyns Sjukhus, Boden C, Murjek, Nattavaara, Gällivare, Fjällåsen, Kaitum, Sjisjka | X52       |
| Haparandabanan                | | |           |
| Strecke                       | Züge pro Tag | Mit Halt in | Zugtyp    |
| Luleå C–Haparanda             | 3 | Notviken, Sunderbyns Sjukhus, Boden C, Kalix | X52       |
| Stambanan genom övre Norrland | | |           |
| Strecke                       | Züge pro Tag | Mit Halt in | Zugtyp    |
| Umeå Östra–Luleå C            | werktags: 3; Sa./So.: 2 | Umeå C, Vännäsby, Vännäs, Tvärålund, Vindeln, Hällnäs, Bastuträsk, Jörn, Älvsbyn, Boden C, Sunderbyns Sjukhus, Notviken | X52       |
| Umeå Östra–Hällsnäs           | werktags: 15 bis Vindeln, 6 bis Hällnäs Sa./So.: 5 bis Vindeln, 3 bis Hällsnäs                                                                | Umeå C, Vännäsby, Vännäs, Tvärålund, Vindeln | X11 X52   |
| Botniabanan und Ådalsbanan    | | |           |
| Strecke                       | Züge pro Stunde | Mit Halt in | Zugtyp    |
| Umeå C–Sundsvall C            | werktags: 15 bis Örnsköldsvik C, 14 bis Kramfors, 12 bis Härnösand, 10 bis Sundsvall Sa./So.: 5                                               | Umeå Östra, Hörnefors, Nordmaling, Husum, Örnsköldsvik Norra, Örnsköldsvik C, Västeraspby, Kramfors, Härnösand, Timrå, Sundsvall West werktags halten drei Züge in Västeraspby für Transfer zum Västeraspby Höga Kusten Airport, Sa. einer und So. zwei | X52, X62  |
| Mittbanan                     | | |           |
| Strecke                       | Züge pro Tag | Mit Halt in | Zugtyp    |
| Sundsvall C–Storlien          | werktags: 8/9 bis Ånge, 8 bis Östersund C, 5 bis Åre, 4 bis Duved, 2 bis Storlien Sa. und So.: 5 bis Östersund C, 4 bis Duved, 2 bis Storlien | Sundsvall Västra, Stöde, Torpshammar, Fränsta, Ljungaverk, Erikslund, Ånge, Bräcke, Stavre, Gällö, Pilgrimstad, Brunflo, Östersund C, Östersund Västra, Krokom, Nälden, Mörsil, Järpen, Undersåker, Åre, Duved, Ånn, Enafors                            | X62       |

Die Strecke Sundsvall–Umeå–Kiruna/Luleå wird von zwei täglichen Nachtzügen von und nach Stockholm und Göteborg befahren. Die Mittbana von Sundsvall nach Storlien wird zwischen Ånge und Östersund/Storlien auch von SJ-Hochgeschwindigkeitszügen, Intercity-Zügen und Nachtzügen befahren.
Nach der Einstellung des Dienstes nach Lycksele im Jahr 2022 wurde der ehemals separate (elektrische) Pendlerverkehr nach Vännäs auf Vindeln ausgeweitet.

## Fahrzeuge
Auf den Strecken verkehrten Stand 2018 folgende Fahrzeuge:
| Baureihe      | Bild                       | Maximale Geschwindigkeit | Wagenzahl | Anzahl | Bediente Strecken                                                             |
| Baureihe      | Bild                       | km/h                     | Wagenzahl | Anzahl | Bediente Strecken                                                             |
| ------------- | -------------------------- | ------------------------ | --------- | ------ | ----------------------------------------------------------------------------- |
| X11           | X11 electric multiple unit | 140                      | 2         | 3      | Umeå Östra–Vännäs, Pendlerverkehr an Wochentagen Ersatzzüge für Regina        |
| X52E-2 Regina |                            | 200                      | 2         | 4      | Stambanan genom övre Norrland Botniabanan Malmbanan zwischen Luleå und Kiruna |
| X62           |                            | 180                      | 4         | 12     | Botniabanan und Ådalsbanan Wochenendbetrieb Umeå–Hällnäs                      |
| Y31           | Y31 Itino diesel railcar   | 140                      | 2         | 1      | Umeå nach Lycksele, seit 2022 stillgelegt                                     |

Die Züge von Norrtåg werden vom Schienenfahrzeugbetreiber Transitio geleast und im eigens dafür errichteten Betriebswerk am Güterbahnhof Umeå gewartet.